# Torneo de Valencia 2010
El Torneo de Valencia es un evento de tenis que se disputa en Valencia, España  se juega entre el 31 de octubre y el 7 de noviembre de 2010.

## Campeones
- Individuales masculinos:  David Ferrer derrota a   Marcel Granollers, 7–5, 6–3.

- Dobles masculinos:  Andy Murray /  Jamie Murray  derrotan a  Mahesh Bhupathi /  Max Mirnyi, 7–6(8), 5–7, [10–7].